# Zbigniew Jaremski
Zbigniew Jaremski (Zabrze, 1949. június 19. – Zabrze, 2011. január 3.) lengyel lengyel atléta, rövidtávfutó, olimpikon. 

## Pályafutása
Részt vett egymás után két olimpián (1972, 1976), utóbbin 4×400 m-es váltófutásban ezüstérmet nyert Ryszard Podlasszal, Jan Wernerrel és Jerzy Pietrzykkel együtt.